# Aquinillum pallidum
Aquinillum pallidum är en skalbaggsart som beskrevs av Thomson 1878. Aquinillum pallidum ingår i släktet Aquinillum och familjen långhorningar.
Artens utbredningsområde är Fiji. Inga underarter finns listade.